# 构造应力场
构造应力场（Tectonic stress field），是指由地球構造運動引起的某一瞬間岩石圈上各點應力大小和方向的總和。該項研究是地球科學的一個重要分支，應用範圍十分廣泛， 在構造理論、地震分析預報、工程抗震等領域都具有重要作用。
地震是地壳介质受力作用快速破坏的一种地壳运动形式，它是由受力介质和应力作用这样一对基本矛盾的存在和发展所决定的。特定的地壳结构与介质性质只有在相应的地壳应力作用下才能促成地震的孕育和发生，也只有当地壳应力作用于特定结构的地壳介质时才能引起应力的局部集中，产生地震。因此，地震的发生既需要有特定的地壳的介质性质和介质结构，又取决于地壳应力的现代活动状况。这三者的结合，导致相应的地壳构造应力场。

## 构造应力场概念
M·B·格佐夫斯基曾把构造应力场定义为地壳中产生和正在作用的、并与其一定结构单元发展有关的应力的总合。它是人们在认识不同地质历史时期地壳运动留下的永久变形痕迹——褶皱、断裂等的过程中，为了寻求其产生机制和形成规律所提出的。李四光在早年也曾提出过类似的看法。
已有的事实表明，构造应力场是一个客观存在的现象，只是在有关它的研究方法、描述方法及其分类的特性等方面的问题上存在着不同看法。
构造应力场作为一种地球物理场，应当包含应力的发生和持续的时间、展布空间以及应力作用大小等几方面的内容，也就是说它是一定时期的地壳应力在相应的地壳范围内的规则分布。构造应力场可以按其形成时间的不同大致分为三类，即古构造应力场（晚第三纪以前各地质历史时期存在的构造应力场）、新构造应力场（晚第三纪以来的构造应力场）以及现代构造应力场（现在尚在活动，用一定测量手段可以直接或间接测得的构造应力场）。根据研究范围的不同，也可以把构造应力场分为全球构造应力场、区域构造应力场和震源构造应力场等。